# Autovía del Ebro

Señal de confirmación de la autovía A-68

La autovía del Ebro o A-68 (denominada también Ebroko Autobia en el tramo navarro) es una autovía española. Actualmente, su inicio está en El Burgo de Ebro y su final en Castejón, si bien el kilometraje comienza desde Vinaroz, coincidiendo con el trazado de la N-232. De los 453,4 kilómetros que podrá llegar a tener, todavía son pocos los abiertos al tráfico (unos 88,5 km).

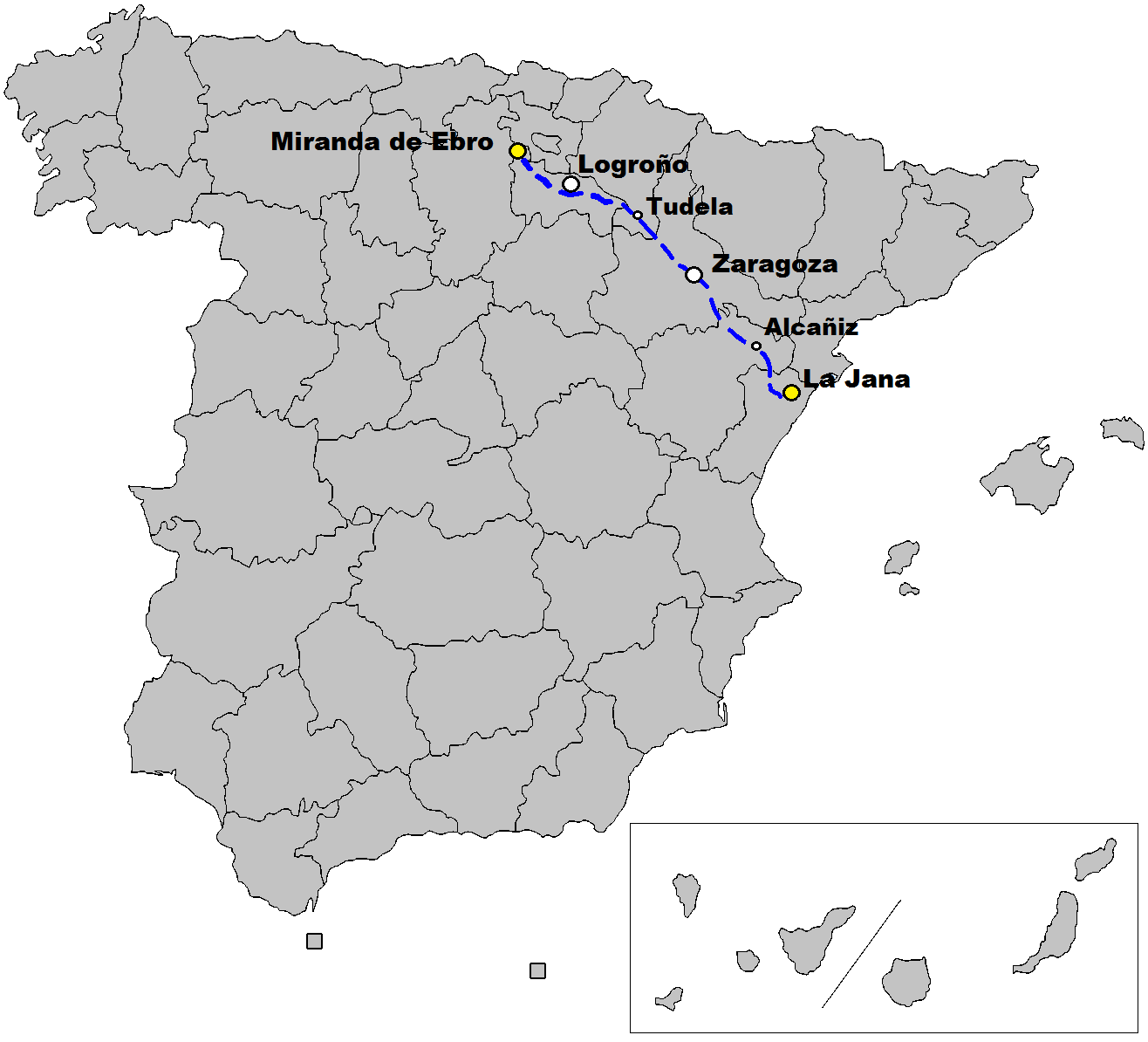

## Situación actual
El tramo navarro de esta autovía ya está concluido.
En la parte aragonesa, hay un tramo en obras (variante de Mallén) que, cuando se complete (previsiblemente en el otoño de 2025), unirá Zaragoza y Castejón. Por otra parte, el tramo entre Zaragoza y El Burgo de Ebro está operativo y el tramo entre El Burgo de Ebro y Fuentes de Ebro está en obras y se espera finalizar en el segundo semestre de 2026.
En la parte riojana, actualmente hay un tramo en obras de la futura Ronda Sur de Logroño, que unirá Arrúbal y Navarrete aprovechando la AP-68. Su inauguración se prevé para finales de 2026.

### Tramo navarro
El tramo navarro de esta autovía ya está concluido. Se debe a que Navarra tiene transferidas las competencias en carreteras. Con la apertura de los tramos Castejón-Tudela y Buñuel-Cortes, el desdoblamiento en territorio navarro está completado desde el 10 de junio de 2008, antes de la inauguración de la Expo de Zaragoza. 

### Tramo aragonés (de oeste a este)
La A-68 termina en la localidad navarra de Cortes y desemboca de nuevo en la actual N-232 en Mallén, donde empieza el tramo aragonés de la nacional. El 22 de julio de 2017, el Ministerio de Transportes, Movilidad y Agenda Urbana adjudicó el contrato de obras para el tramo entre Mallén y Gallur. Se espera que se termine de desdoblar en el otoño de 2025.
El 4 de enero de 2016, el Ministerio de Transportes, Movilidad y Agenda Urbana adjudicó el contrato de obras para el tramo entre Gallur y Figueruelas. Las obras, tras varios retrasos sobre la fecha prevista, se completaron en 2021 y el tramo de 14 km entró en servicio en marzo de ese año.
A continuación, el tramo Figueruelas-Zaragoza también está en servicio. En noviembre de 2004, se inauguró un tramo de 3,5 km de autovía que se denominó Z-32 y que inicialmente servía para unir la A-68 con un tramo liberalizado de la AP-68, cuya finalidad fue evitar el paso por la zona industrial al entrar en Zaragoza. Posteriormente, tanto la Z-32 como la parte de la AP-68 entre dicha conexión y Zaragoza pasaron a formar parte de la A-68 y el tramo carretero desdoblado de la entrada a la ciudad por la zona industrial se volvió a denominar N-232.
En cuanto al tramo entre Zaragoza y El Burgo de Ebro, se encuentra en servicio desde diciembre de 2003.
En agosto de 2006 se licitó el estudio informativo del tramo El Burgo de Ebro-Valdealgorfa y la redacción del estudio informativo del tramo se adjudicó el 13 de abril. Se cifra en 472,87 millones de euros el coste de los 88 kilómetros de este tramo que contará con 11 enlaces. Actualmente está en fase de redacción de los 3 de 6 tramos entre Fuentes de Ebro y Valdealgorfa.
El tramo entre El Burgo de Ebro y Fuentes de Ebro está en obras y se espera finalizar en el segundo semestre de 2026 por problemas presupuestarios de las obras que están suponiendo el avance más lento de las mismas.

### Tramos riojano y burgalés
El delegado del Gobierno en La Rioja, José Antonio Ulecia, anunció, el 17 de diciembre de 2007, el envío, a ayuntamientos, a comunidades autónomas y a entidades culturales, de distintas propuestas de corredores para duplicar la N-232. En el entorno de Logroño la más valorada es la que supone el aprovechamiento de la AP-68.
Ulecia dio a conocer el resultado del estudio informativo para el desdoblamiento de la N-232 en los 140 kilómetros del tramo entre Alfaro (límite provincial La Rioja - Navarra) y Miranda de Ebro. El estudio propuso seis tramos en los que se divide el trazado, aunque, tras más de diez años, el único tramo al que se le ha dado luz verde es a la ronda Sur de Logroño, que, una vez acabadas las obras (empezadas en noviembre de 2019), aprovechará el corredor de la AP-68, libre de peaje, como ronda de circunvalación de Logroño. Su inauguración se prevé para finales de 2026.

### Salida hacia el Mediterráneo
El 14 de julio de 2009, el ministro José Blanco, en una reunión con el presidente de la Generalidad Valenciana, Francisco Camps, hizo público el trazado definitivo de la A-68 desde Valdealgorfa (Teruel) hasta la costa mediterránea, que transcurrirá por el corredor de la actual N-232 desde Valdealgorfa, pasando por Morella hasta su final en Vinaroz. Se cumplirá así una histórica reivindicación de las comarcas del norte de la comunidad valenciana y las aragonesas del Bajo Aragón y se mejorará sustancialmente su acceso a la costa mediterránea.

## Tramos
| Denominación | Tramo                                                                                                | Kilómetros | Año servicio / Estado (2025)                                                                       |
| ------------ | --- | ---------- | -------------------------------------------------------------------------------------------------- |
|              | Vinaroz – Ventas de Valdealgorfa                                                                     | 110        | Pendiente nuevo estudio informativo                                                                |
|              | Ventas de Valdealgorfa – Alcañiz                                                                     | 18         | En redacción de proyecto (pendiente someter a información pública) (pendiente licitación de obras) |
|              | Alcañiz – El Regallo/Puigmoreno                                                                      | 16,5       | En redacción de proyecto (pendiente someter a información pública) (pendiente licitación de obras) |
|              | El Regallo/Puigmoreno – Híjar                                                                        | 15,09      | Estudio informativo aprobado y DIA aprobada (pendiente licitación proyecto)                        |
|              | Híjar – Azaila                                                                                       | 14,39      | Estudio informativo aprobado y DIA aprobada (pendiente licitación proyecto)                        |
|              | Azaila – Quinto                                                                                      | 13,72      | Estudio informativo aprobado y DIA aprobada (pendiente licitación proyecto)                        |
|              | Quinto – Fuentes de Ebro Este                                                                        | 15         | En redacción de proyecto (pendiente someter a información pública) (pendiente licitación de obras) |
|              | Fuentes de Ebro Este – El Burgo de Ebro Oeste                                                        | 18,7       | En obras (apertura retrasada al segundo semestre de 2026)                                          |
| A-68         | El Burgo de Ebro Oeste – Zaragoza Este Z-40 Tramo original Remodelación Z-40 con nuevo paso inferior | 9 -        | 2003 2025                                                                                          |
| A-68 Z-32    | Zaragoza Noroeste AP-68 – Utebo                                                                      | 3,5        | 2004                                                                                               |
| A-68         | Variante de Casetas Tramo: Utebo - Casetas Oeste                                                     | 5,9        | 1992                                                                                               |
| A-68         | Casetas Oeste – Figueruelas                                                                          | 13,1       | ¿1979?                                                                                             |
| A-68         | Figueruelas – Gallur                                                                                 | 14         | 2021                                                                                               |
| A-68         | Gallur - Mallén Subtramo: Gallur - Mallén Este                                                       | 10         | 2022                                                                                               |
|              | Gallur - Mallén Subtramo: Mallén Este - Mallén Oeste                                                 | 5          | En obras (apertura retrasada a otoño de 2025)                                                      |
| A-68         | Mallén Oeste – Buñuel                                                                                | 6          | 2008                                                                                               |
| A-68         | Buñuel – Fontellas Este                                                                              | 9,4        | 2006                                                                                               |
| A-68         | Variante de Tudela Tramo: Fontellas Este - Tudela Oeste                                              | 10,5       | 2002                                                                                               |
| A-68         | Tudela Oeste – Castejón AP-15                                                                        | 7,1        | 2008                                                                                               |
|              | Castejón AP-15 – L.P. La Rioja/Navarra                                                               | 1,15       | DIA aprobada (pendiente de licitación de proyecto)                                                 |
|              | L.P. Navarra/La Rioja – Calahorra                                                                    | 25,5       | Estudio informativo aprobado y DIA aprobada (pendiente licitación proyecto)                        |
|              | Calahorra – El Villar de Arnedo Este                                                                 | 12,2       | Estudio informativo aprobado y DIA aprobada (pendiente licitación proyecto)                        |
|              | Variante de El Villar de Arnedo Tramo: El Villar de Arnedo Este - El Villar de Arnedo Oeste          | 3,8        | Estudio informativo aprobado y DIA aprobada (pendiente licitación proyecto)                        |
|              | El Villar de Arnedo Oeste – Arrúbal                                                                  | 13         | Estudio informativo aprobado y DIA aprobada (pendiente licitación proyecto)                        |
|              | Ronda Sur de Logroño Tramo: Arrúbal – Navarrete/Fuenmayor Sur                                        | 29         | En obras (apertura retrasada a finales de 2026)                                                    |
|              | Variante de Fuenmayor Sur - Fuenmayor Oeste                                                          | 9          | Estudio informativo aprobado y DIA aprobada (pendiente licitación proyecto)                        |
|              | Fuenmayor Oeste – Cenicero                                                                           | 7,2        | Estudio informativo aprobado y DIA aprobada (pendiente licitación proyecto)                        |
|              | Cenicero – Briones Este                                                                              | 12,5       | Estudio informativo aprobado y DIA aprobada (pendiente licitación proyecto)                        |
|              | Variante de Briones Tramo: Briones Este - Briones Oeste                                              | 2,8        | Estudio informativo aprobado y DIA aprobada (pendiente licitación proyecto)                        |
|              | Briones Oeste – Miranda de Ebro                                                                      | 22,9       | Estudio informativo aprobado y DIA aprobada (pendiente licitación proyecto)                        |

## Salidas

### Tramo El Burgo de Ebro - Zaragoza
| Número de Salida | Nombre de Salida                                                                 | Carretera que enlaza                         |
| ---------------- | -------------------------------------------------------------------------------- | -------------------------------------------- |
|                  | Tramo Fuentes de Ebro - Vinaroz en proyecto                                      | N-340a                                       |
|                  | Tramo El Burgo de Ebro - Fuentes de Ebro en servicio como carretera convencional |                                              |
|                  | Inicio de la Autovía del Ebro - Zaragoza - Alcañiz - Castellón                   | N-232                                        |
| 225              | Polígono Industrial - camino del servicio                                        |                                              |
| 228              | Polígono Industrial Empresarium - Prydes - depuradora - La Cartuja               |                                              |
| 230              | La Cartuja - Torrecilla de Valmadrid - Polígono Industrial La Cartuja            |                                              |
| 232              | P.I. San Valero - P.I. Marqués de Arlanza - P.E. Miraflores                      |                                              |
|                  | Teruel - Huesca Madrid - Lérida - Barcelona Logroño - Pamplona - Soria - Bilbao  | E-7 A-23 Z-40 E-90 A-2 AP-2 E-804 AP-68 A-68 |
|                  | Continúa hacia Zaragoza por avda. Cesáreo Alierta                                | Z-30                                         |

### Tramo Zaragoza – Castejón
| Número de Salida         | Nombre de Salida                                                         | Carretera que enlaza        |
| ------------------------ | ------------------------------------------------------------------------ | --------------------------- |
|                          | Zaragoza (centro ciudad) - Inicio de la Autopista Vasco-Aragonesa        |                             |
| 244AB                    | Madrid - Lérida - Barcelona Teruel - Huesca Alcañiz - Castellón          | Z-40 E-90 A-2 E-7 A-23 A-68 |
| 246                      | Logroño - Pamplona - Soria                                               | E-804 AP-68                 |
|                          | Continuación de la Autovía del Ebro - Logroño - Pamplona - Soria         |                             |
| 248                      | Monzalbarba - Alfocea                                                    |                             |
| 249 (sentido Logroño)    | Garrapinillos - Utebo                                                    |                             |
| 250 (sentido Zaragoza)   | Ctra. Logroño Zona Industrial                                            | N-232                       |
| 252                      | Utebo - Casetas - Garrapinillos - Zona Industrial                        |                             |
| 255 (sentido Zaragoza)   | Casetas                                                                  | N-232                       |
| 256                      | Sobradiel - Camino Real - Parque Tecnológico                             |                             |
| 257                      | La Joyosa - Torres de Berrellén - Los Leones                             | ZV-5216                     |
| 258                      | Villarrapa - Calzada lateral -                                           |                             |
| 259                      | Pinseque                                                                 |                             |
| 262 (sentido Logroño)    | Alagón (este)                                                            |                             |
| 263                      | Alagón (oeste) - Remolinos - Tauste                                      | A-126                       |
| 264                      | Logroño - Pamplona - Zaragoza                                            | E-804 AP-68                 |
|                          | Área de Servicio                                                         |                             |
| 265                      | Épila - La Almunia - Opel España                                         | A-122                       |
| 267                      | Figueruelas - Opel España                                                |                             |
| 268                      | Opel España                                                              |                             |
| 270A / 270               | Pedrola (este) - Alcalá de Ebro                                          | Z-525                       |
| 270B                     | vía de servicio -                                                        |                             |
| 272                      | Pedrola (oeste) - Pozuelo de Aragón                                      | Z-525 CV-620                |
| 276                      | Luceni - Boquiñeni                                                       | CV-615                      |
| 282                      | Gallur (este) - Monte Blanco - San Antonio                               |                             |
| 285 (sentido Logroño)    | vía de servicio -                                                        |                             |
| 288                      | Gallur (oeste) Soria Logroño - Pamplona                                  | A-127 N-122 E-804 AP-68     |
| 293                      | vía de servicio - Mallén (este) Novillas                                 | CP-2                        |
|                          | Continúa hacia Navarra por N-232                                         | N-232                       |
|                          | Tramo Variante de Mallén en obras                                        | N-232                       |
|                          | COMUNIDAD FORAL DE NAVARRA / Provincia de Zaragoza ARAGÓN / km. 295      |                             |
|                          | Continuación de la Autovía del Ebro - Tudela - Logroño - Miranda de Ebro | N-232                       |
|                          | Área de Servicio                                                         |                             |
| 116 *                    | vía de servicio - Cortes                                                 | NA-5222                     |
| 114 *                    | vía de servicio - Polígono Industrial                                    |                             |
|                          | Área de Servicio                                                         |                             |
| 109 *                    | Buñuel - Polígono Industrial                                             | NA-5210                     |
| 107 * (sentido Logroño)  | Ribaforada - Ablitas                                                     | NA-5200 NA-3042             |
| 105 * (sentido Zaragoza) | Área de Servicio                                                         |                             |
| 104 * (sentido Zaragoza) | Ribaforada - Ablitas                                                     | NA-5200 NA-3042             |
| 100 / 101 *              | El Bocal                                                                 | NA-5281                     |
| 98 / 99 *                | Tudela (sur) - Fontellas                                                 | NA-134 NA-5230              |
| 95 / 96 *                | Tudela - Tarazona - AP-68                                                | N-121-C                     |
| 94 *                     | Tudela - Fitero Centro de Servicios                                      | NA-160                      |
| 93 * (sentido Logroño)   | Polígono municipal                                                       |                             |
| 92 *                     | Tudela (norte) - P.I. Las Labradas                                       |                             |
| 91 *                     | P.I. La Serna - Ciudad Agroalimentaria                                   |                             |
| 89 *                     | Cambio de sentido                                                        |                             |
| 86 *                     | Montes del Cierzo                                                        |                             |
|                          | Continúa hacia Logroño por N-232                                         | N-232                       |
| 84 *                     | Pamplona - San Sebastián                                                 | AP-15                       |

*Dentro de la Comunidad Foral de Navarra el titular de la autovía es la Comunidad. En este territorio el kilometraje cuenta con la peculiaridad de que está medido desde Pamplona, y no desde Vinaroz, como el resto de su trayecto.